# Ці невинні забави
«Ці невинні забави» (рос. «Эти невинные забавы») — російський радянський фільм 1969 року. В основі сценарію — сюжетна лінія роману Анатолія Рибакова «Канікули Кроша».

## Зміст
Оля хоче стати акторкою. Вона приїхала поступати у театральний. Коли вона знайомиться з Костею і його товаришами, то видає себе за хлопця. Вони починають дружити, Оля в образі Колі стає для них частиною їхньої компанії. Разом вони справляються з різними незгодами і потрапляють у цікаві ситуації. Як відреагують хлопці на обман?